# Заноага (Олт)
Заноага (рум. Zănoaga) насеље је у Румунији у округу Олт у општини Дањаса. Oпштина се налази на надморској висини од 74 m.

## Становништво
Према подацима из 2002. године у насељу је живело 473 становника, од којих су сви румунске националности.